# Joanne Linville
Beverly Joanne Linville (Bakersfield, 15 gennaio 1928 – Los Angeles, 20 giugno 2021) è stata un'attrice statunitense.

## Biografia
Fu sposata dal 1962 al 1973 con il regista Mark Rydell, dal quale ebbe due figli, Christopher (1963) e Amy (1971). Nel 1985 creò con l'attrice Irene Gilbert la scuola di recitazione Stella Adler Studio of Acting. 

## Filmografia parziale

### Cinema
- La divina (The Goddess), regia di John Cromwell (1958)
- Scorpio, regia di Michael Winner (1973)
- È nata una stella (A Star Is Born), regia di Frank Pierson (1976)
- Chi vuole uccidere Miss Douglas? (The Seduction), regia di David Schmoeller (1982)

### Televisione
- The Kaiser Aluminum Hour – serie TV, episodio 1x12 (1956)
- The Alcoa Hour – serie TV, episodio 2x11 (1957)
- Alfred Hitchcock presenta (Alfred Hitchcock Presents) – serie TV, 1 episodio (1958)
- The Further Adventures of Ellery Queen – serie TV, episodio 1x14 (1959)
- Sentieri (The Guiding Light) – serie TV, 1 episodio (1959)
- Una donna poliziotto (Decoy) – serie TV, episodio 1x01 (1959)
- Have Gun - Will Travel – serie TV, episodio 4x05 (1960)
- Ai confini della realtà (The Twilight Zone) – serie TV, episodio 3x04 (1961)
- Scacco matto (Checkmate) – serie TV, episodio 1x18 (1961)
- Avventure in paradiso (Adventures in Paradise) – serie TV, 2 episodi (1961)
- Going My Way – serie TV, episodio 1x10 (1962)
- Gunsmoke – serie TV, 3 episodi (1961-1968)
- Bus Stop – serie TV, episodio 1x26 (1962)
- Ben Casey – serie TV, episodio 2x01 (1962)
- Route 66 – serie TV, 1 episodio (1962)
- The Nurses – serie TV, episodio 1x03 (1962)
- The New Breed – serie TV, episodio 1x29 (1962)
- The Dick Powell Show – serie TV, episodio 2x17 (1963)
- Undicesima ora (The Eleventh Hour) – serie TV, 1 episodio (1963)
- Le spie (I Spy) – serie TV, episodio 1x05 (1965)
- Il fuggiasco (The Fugitive) – serie TV, 1 episodio (1966)
- Bonanza – serie TV, episodio 8x13 (1966)
- Shane – serie TV, episodio 1x13 (1966)
- Gli invasori (The Invaders) – serie TV, 2 episodi (1967-1968)
- F.B.I. – serie TV, 2 episodi (1967-1969)
- Squadra speciale anticrimine (The Felony Squad) – serie TV, episodio 2x16 (1967)
- Star Trek – serie TV, episodio 3x02 (1968)
- Lancer – serie TV, episodio 2x08 (1969)
- Hawaii Squadra Cinque Zero (Hawaii Five-O) – serie TV, 3 episodi (1969-1970)
- Colombo (Columbo) – serie TV, episodio 3x03 (1973)
- Le strade di San Francisco (The Streets of San Francisco) – serie TV, 2 episodi (1973-1974)
- Kojak – serie TV, 1 episodio (1974)
- Switch – serie TV, 1 episodio (1977)
- Charlie's Angels – serie TV, episodio 4x03 (1979)
- Dynasty – serie TV, 2 episodi (1982-1983)
- Avvocati a Los Angeles (L.A. Law) – serie TV, 1 episodio (1988)
- James Dean - La storia vera (James Dean), regia di Mark Rydell (2001) – film TV